# Mohammed Zaki

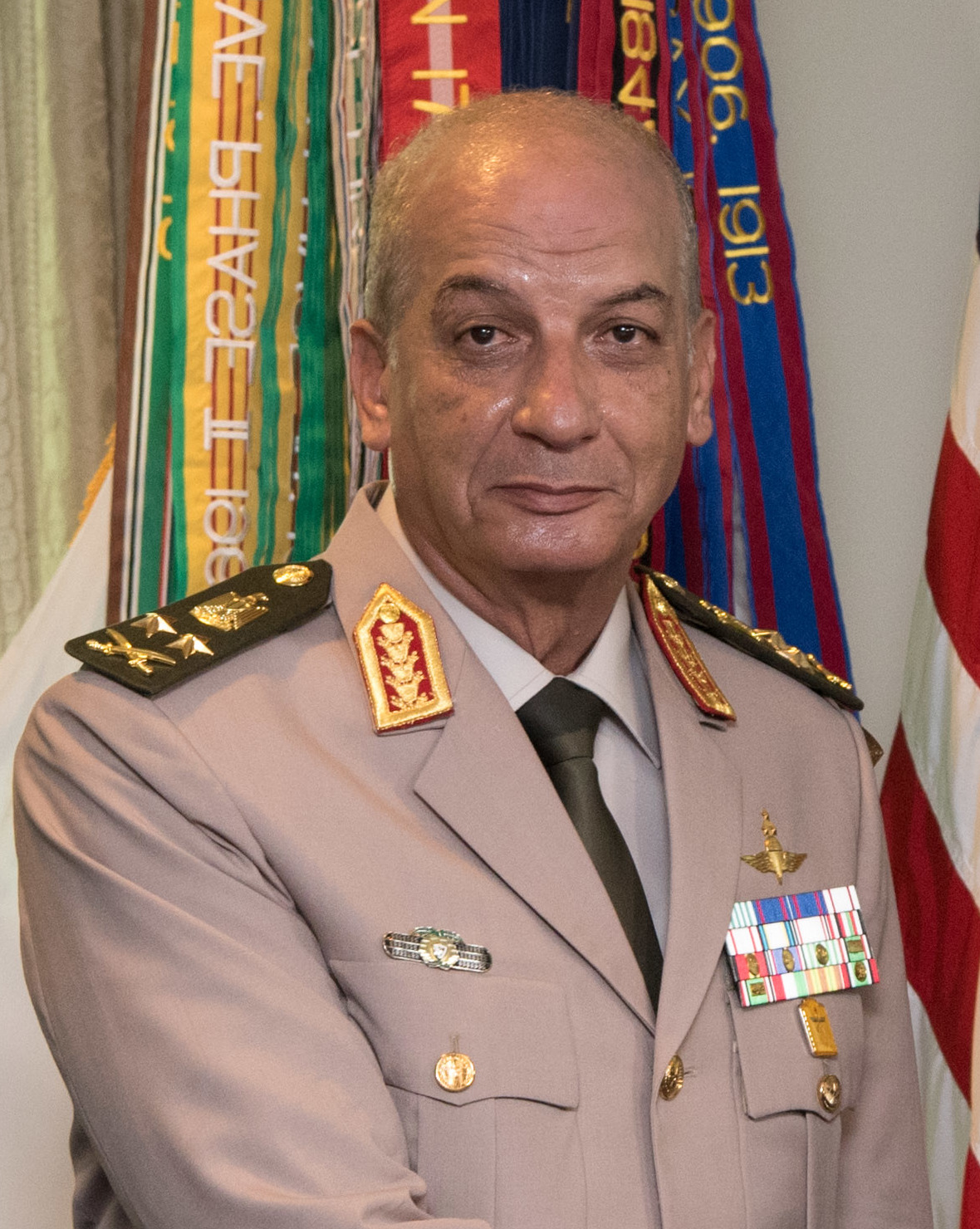
Mohammed Zaki

General Mohammed Ahmed Zaki (arabisch محمد أحمد زكي, DMG Muḥammad Aḥmad Zakī; geb. 29. Januar 1956) ist ein ägyptischer Generaloberst, der seit dem 14. Juni 2018 Verteidigungsminister von Ägypten ist. Zuvor hatte er von Dezember 2008 bis August 2012 das Kommando über die ägyptischen Fallschirmjäger inne und war bis Juni 2018 Befehlshaber der Streitkräfte der Republikanischen Garde.
Zaki wurde am 14. Juni 2018 als Nachfolger von Sedki Sobhy im Amt des Verteidigungsministers vereidigt. Seine Ernennung war eine Belohnung für die Verhaftung des ehemaligen ägyptischen Präsidenten Mohammed Mursi während des Militärputsches in Ägypten 2013.